# Lacey Turner
Lacey Amelia Turner (Barnet, 28 marzo 1988) è un'attrice britannica, nota principalmente per avere interpretato Stacey Slater in EastEnders, Ellie Flint in I fantasmi di Bedlam e Molly Dawes in Our Girl.

## Filmografia
| Anno             | Titolo               | Ruolo          | Note                       |
| ---------------- | -------------------- | -------------- | -------------------------- |
| 2004-2010, 2014- | EastEnders           | Stacey Slater  | Serie TV                   |
| 2011             | Being Human          | Lia Shaman     | Serie TV (2 episodi)       |
| 2011             | True Love            | Michelle Booth | Serie TV (2 episodi)       |
| 2011             | I fantasmi di Bedlam | Ellie Flint    | Serie TV (6 episodi)       |
| 2011             | Switch               | Stella Munroe  | Serie TV (6 episodi)       |
| 2013-            | Our Girl             | Molly Dawes    | Serie TV (6 episodi)       |
| 2014             | L'amore e la vita    | Stella Crangle | Serie TV (Episodio: "3.3") |